# 格勒得沙共和国中央革命政府
格勒得沙共和国中央革命政府于1935年10月成立於西康绥靖城（今四川省阿坝藏族羌族自治州金川县），隶属于中华苏维埃共和国西北联邦政府，是一个由长征途中的红四方面军协助成立的嘉绒人政权。实际控制范围包括丹巴、懋功、抚边、四土、绰斯甲、绥靖、崇化等地。嘉戎语被定为官方语言，并有国旗。在红军的帮助下，格勒得沙政府还建立格勒得沙革命军、绥靖回民支队等武装组织。1935年12月，组建格勒得沙革命党，其党章提出没收军阀、地主阶级的财产分给格勒得沙；取消苛捐杂税，实行统一累进税；信教自由（限于喇嘛教；反对基督宗教）；男女平等；成立格勒得沙革命军保卫格勒；发展格勒文化，办格勒学堂；各民族一律平等”等主张。
格勒得沙共和国又译“番人共和国”，简称“格勒共和国”或“得沙共和国”。
1936年7月，红军离开康北和川西北后，格勒得沙共和国中央革命政府解散。

## 领导成员
主要是藏族人士：
- 主席：克基
- 副主席：杨海山、孟兴发
- 顾问：郭福通
- 秘书长：姜春南
- 内务部部长：阿木参
- 妇女部长：李富德[6]